# Idaea variegata
Idaea variegata là một loài bướm đêm trong họ Geometridae.